# Daniel Høegh
Daniel Høegh (Odense, Dinamarca, 6 de enero de 1991) es un futbolista danés que juega de defensa en el Randers FC de la Superliga de Dinamarca.

## Selección
Ha sido internacional con la selección de Dinamarca en una ocasión.

## Clubes
| Club              | País         | Año       |
| ----------------- | ------------ | --------- |
| OB Odense         | Dinamarca    | 2010-2015 |
| F. C. Basilea     | Suiza        | 2015-2017 |
| S. C. Heerenveen  | Países Bajos | 2017-2020 |
| F. C. Midtjylland | Dinamarca    | 2020-2022 |
| Randers FC        | Dinamarca    | 2022-     |

## Palmarés

### Títulos nacionales
| Título             | Club              | País      | Año  |
| ------------------ | ----------------- | --------- | ---- |
| Superliga de Suiza | F. C. Basilea     | Suiza     | 2016 |
| Superliga de Suiza | F. C. Basilea     | Suiza     | 2017 |
| Copa de Suiza      | F. C. Basilea     | Suiza     | 2017 |
| Copa de Dinamarca  | F. C. Midtjylland | Dinamarca | 2022 |